# چرخ (برنامه تلویزیونی)
چرخ، یک برنامهٔ زندهٔ تلویزیونی است که از شبکه ۴ سیما پخش شده و به موضوعات علمی می‌پردازد. نخستین قسمت از این مجموعه در مهر ماه ۱۳۹۴ پخش شد. این برنامه تهیه شده در گروه دانش شبکه چهار است و در زمان مدیریت ندا سپانلو روی آنتن رفته و تولید و پخش آن تا سال ۱۴۰۰ همچنان ادامه دارد.
«برنامه چرخ با هدف ترویج علم و اطلاع‌رسانیِ رویدادهای علمیِ جدید، ساعتِ ۱۹ روزهای شنبه تا چهارشنبه، به مدت یک ساعت از شبکه ۴ پخش می‌شود. در این برنامه سعی شده‌است، مفاهیم علمی با ویژگی‌های جذاب و آموزنده به مخاطب ارائه شود. تهیه‌کنندگی و اجرای این برنامه در سری اول و دوم بر عهدهٔ سیاوش صفاریان‌پور بوده و برادر دوقلویش فؤاد صفاریان‌پور نیز کارگردانی آن را بر عهده داشت و در فصل اول سردبیر برنامه مهدی صارمی‌فر و یکی از برنامه سازان آن سپیده قادری بود که در فصل دوم نقش دستیار کارگردان را نیز بر عهده داشت.
تهیه کنندگی سری سوم و چهارم برنامه برعهده مریم فیروزی بوده و با اجرای شهریار ربانی روی آنتن رفت. حلیه صبور نژاد سردبیر این دو فصل بود.
تهیه کنندگی سری پنجم و ششم و هفتم برعهده الهه بهبودی بوده و محمد جباری سردبیری برنامه را بر عهده داشت و تا پایان تعطیلات نوروز ۱۴۰۰ روی آنتن رفت.

## فصل دوم
پس از وقفه‌ای کوتاه، سری جدید برنامه چرخ از اردیبهشت ۱۳۹۵ با اِعمالِ تغییراتی جزئی مجدداً به روی آنتن رفت. در سری جدید این برنامه، بخشی با عنوان «استَندآپ سایِنس» یا «ایستاده با علم» به آن افزوده شد. این بخش در واقع گفتار صاحب نظران و کارشناسان در موضوع خاص علمی است که به صورت مونولوگ و به زبانی ساده انجام می‌شود.

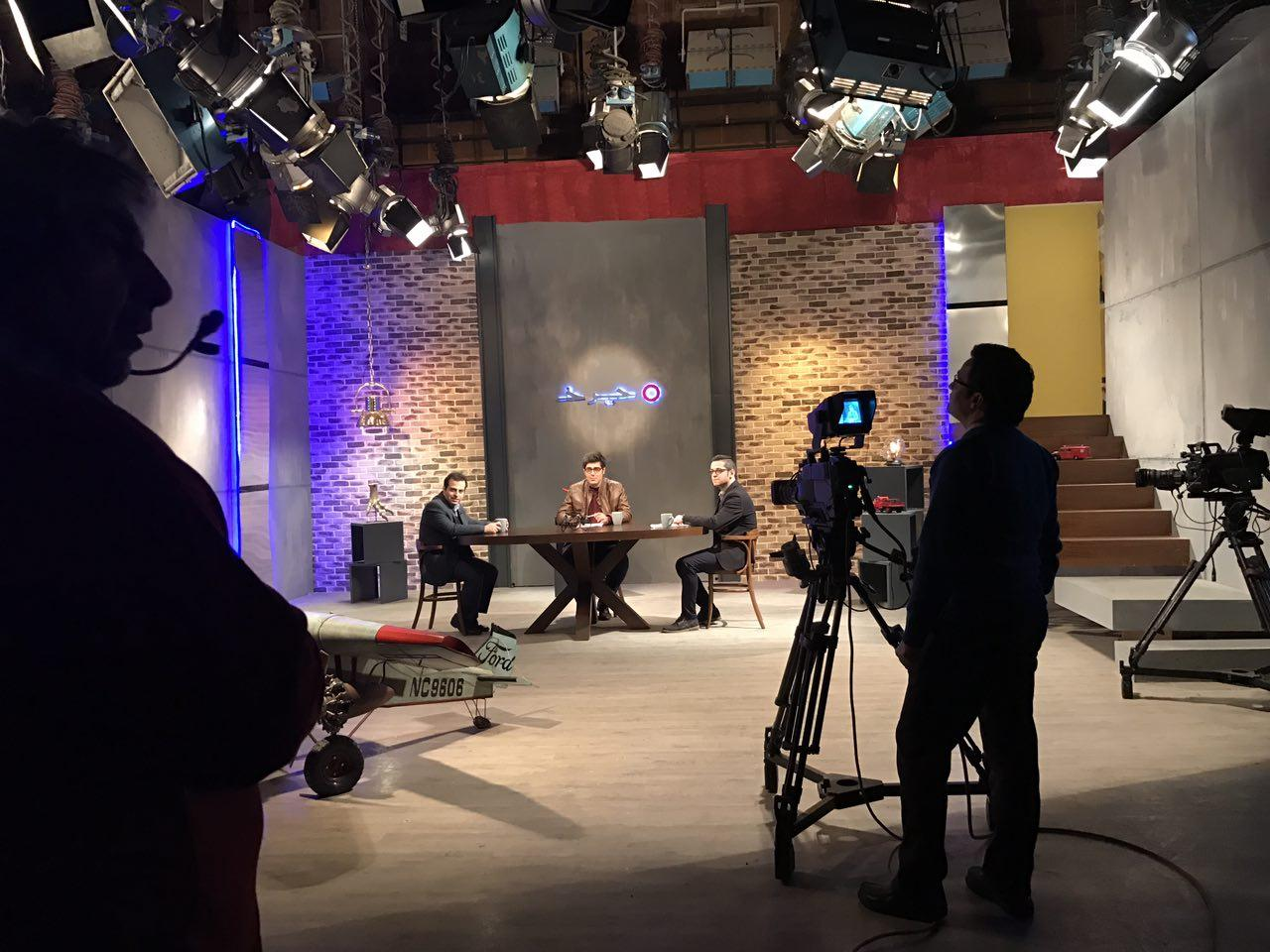
تصویری از پشت صحنه یکی از قسمت‌های برنامه چرخ با اجرای شهریار ربانی و میلاد نوری

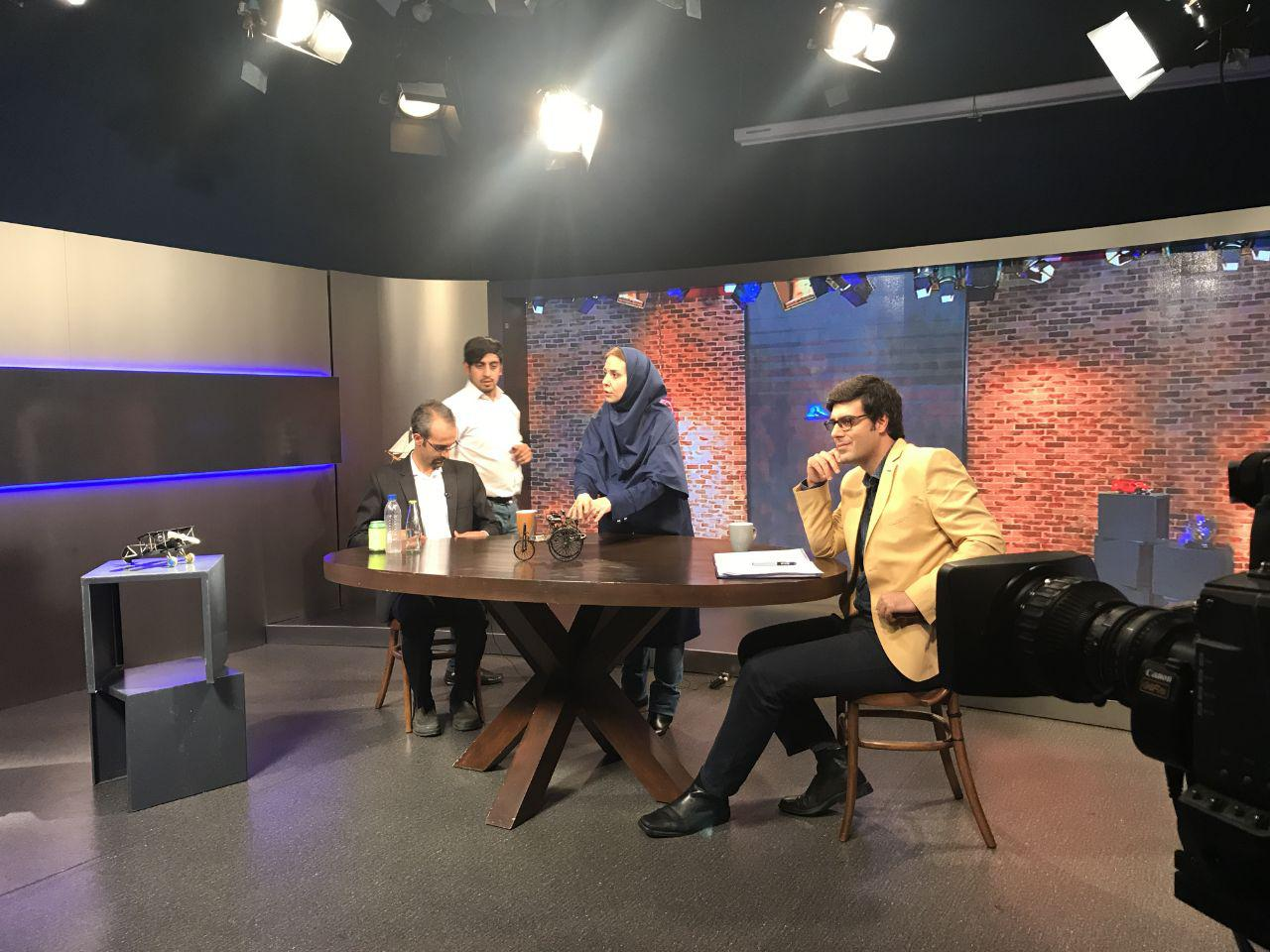
تصویری از پشت صحنه یکی از قسمت‌های فصل ۴ - شهریار ربانی مجری و احسان هوشفر مهمان

## فصل چهارم
فصل چهارم و سری جدید برنامه چرخ، پس خداحافظی گروه قبلی در ویژه‌برنامه روز جهانی علم در ۲۰ام آبان‌ماه ۹۵، با گروه، تیم تولید و مجریان جدید از ۱ام آذرماه ۹۵ دوباره شروع به‌کار کرد. سری ۴ام چرخ با حضور چهره‌های متنوع‌تر علمی و پژوهشی به رویدادهای علمی می‌پردازد که به تهیه‌کنندگی مریم فیروزی نمایش می‌یابد. اجرای سری جدید برنامه چرخ را شهریار ربانی، میلاد نوری و ایمان برات وکیلی به عهده دارند.

## فصل پنجم
فصل پنجم و سری جدید برنامه چرخ، پس از خداحافظی گروه قبلی با گروه، تیم تولید و مجریان جدید به سردبیری محمد جباری از ۱۶ تیر ۹۷ دوباره شروع به‌کار کرد. سری پنجم چرخ با حضور چهره‌های متنوع‌تر علمی و پژوهشی به رویدادهای علمی می‌پردازد که به تهیه‌کنندگی الهه بهبودی روی آنتن می‌رود. اجرای سری جدید برنامه چرخ را محمدرضا مقدسیان و حسین فروتن به عهده دارند.